# فلمتسولة
فَلمُتسولة أو فَلمُتسُولا أو (نقحرة: فالموتسولا) (بالإيطالية: Valmozzola)‏ هي بلدية في مقاطعة بارما في إقليم إميليا رومانيا الإيطالي.

## السكان
في سنة 1861 بلغ عدد السكان 1٬907 نسمة، وتطور العدد ليصل في سنة 2011 لـ 567 نسمة.
يظهر هذا المخطط البياني تطور النمو السكاني لـ فلمُتسولة